# Гулі (Хмільницький район)
Гулі́ — село в Україні,  у Хмільницькій міській громаді Хмільницького району Вінницької області. Населення становить 1 особа. До 2020 орган місцевого самоврядування — Лозівська сільська рада.

## Історія
12 червня 2020 року, відповідно до Розпорядження Кабінету Міністрів України № 707-р, «Про визначення адміністративних центрів та затвердження територій територіальних громад Вінницької області», увійшло до складу Хмільницької міської громади.
19 липня 2020 року, в результаті адміністративно-територіальної реформи і ліквідації колишнього Хмільницького району(1923-2020), село увійшло до складу новоутвореного Хмільницького району.